# Pieter Erberveld

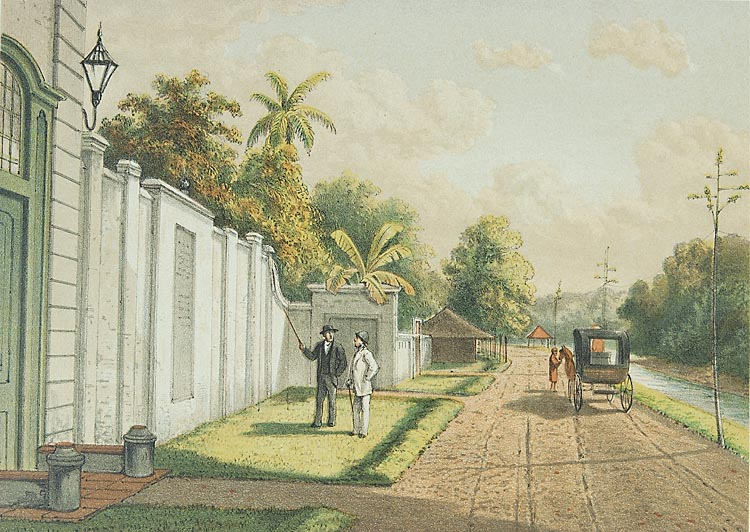
De muur om de ruïne van het huis van Erberveld, litho van Josias Cornelis Rappard

Pieter Erberveld (ook wel Pieter Erbervelt, Pieter Elberfeld of Peter Elberfeld, later ook aangeduid als Pangeran Pecah Kulit) (gedoopt te Batavia, 9 januari 1676 - gestorven aldaar, 12 april 1722) was een welvarend Indo-Europese inwoner van Nederlands-Indië, in de hoofdstad Batavia, het latere Jakarta, die in 1722 terechtgesteld is. Zijn vader was een leerlooier uit Duitsland, zijn moeder was een christelijke vrouw uit Thailand.
In december 1721 werd Erberveld gearresteerd omdat hij leider zou zijn geweest van een samenzwering tegen de Vereenigde Oostindische Compagnie, de machthebbers in Nederlands-Indië. Het zou de bedoeling zijn geweest om op 31 december 1721 alle blanken in Batavia te vermoorden. Op 12 april 1722 werden hij en anderen hiervoor op wrede wijze geëxecuteerd. Zijn huis bij de Jacatraweg (tegenwoordig Jalan Jakarta) werd verwoest en aan de straatzijde werd een muur gemaakt met een gedenksteen met tekst in het Nederlands en in het Javaans met daarboven een doodskop, als een waarschuwing om niet in opstand te komen. In 1942 is deze muur door de Japanse bezetters gesloopt. Na de oorlog werd het monument herbouwd en naderhand verplaatst naar het Taman Prasasti Museum in Tanah Abang.
De schrijver Eddy du Perron maakt melding van het monument in zijn autobiografie Het land van herkomst (1935):
In de oude stad had Po Hin een ander huis, dat nauwelijks minder somber was, en dit stond niet ver van het muurtje waarop de Compagnie de kop van de verrader Pieter Erberveld had geplant: de doodskop, met een lanspunt er door en een schand-inscriptie er onder, was in de loop der eeuwen tot een integraal cementen kop bijgepleisterd; toch droeg de aanwezigheid ervan niet bij tot de beminnelijkheid van het stadsdeel.